# Николаевка (Полтавский район)
Николаевка (укр. Миколаївка) — село,
Мачеховский сельский совет,
Полтавский район,
Полтавская область,
Украина.
Код КОАТУУ — 5324083207. Население по переписи 2001 года составляло 55 человек.

## Географическое положение
Село Николаевка находится в 2-х км от реки Полузерье,
на расстоянии в 0,5 км от села Кованчик и в 1,5 км от села Васьки.
По селу протекает пересыхающий ручей с запрудой.